# 애플 M3
애플 M3(Apple M3)는 애플이 설계한 ARM 기반 단일 칩 시스템 시리즈로서 맥 데스크톱 및 노트북의 중앙 처리 장치(CPU)와 그래픽 처리 장치(GPU) 역할을 한다. 맥의 애플 실리콘으로의 전환 이후 애플 맥 컴퓨터용으로 고안된 3세대 ARM 아키텍처이며 애플 M2의 뒤를 잇는다. 애플은 2023년 10월 30일 할로윈 테마의 스케어리 패스트(Scary Fast) 온라인 행사에서 M3를 발표했으며 M3를 이용한 아이맥과 맥북 프로의 여러 모델도 함께 등장했다.

## 설계
M3 시리즈는 데스크탑과 노트북을 위한 애플의 첫 3nm 설계이다. TSMC에서 제조한 제품이다.

### CPU
- M3: 성능 코어 4개와 효율 코어 4개를 갖춘 8코어 CPU
- M3 Pro: 5개 또는 6개의 성능 코어와 6개의 효율성 코어를 갖춘 11코어 또는 12코어 CPU
- M3 Max: 10개 또는 12개의 성능 코어와 4개의 효율성 코어를 갖춘 14 또는 16코어 CPU

### GPU
재설계된 GPU에는 동적 캐싱, 메시 셰이딩, 하드웨어 가속 레이 트레이싱과 같은 기능이 포함되어 있다.
동적 캐싱(Dynamic Caching) 기술은 실시간으로 로컬 메모리를 할당한다. 기존 접근 방식과 달리 동적 캐싱은 작업에 필요한 정확한 양의 메모리만 사용되도록 하여 메모리 사용을 최적화하고 잠재적으로 성능과 효율성을 향상시킨다. 이는 동적 메모리 할당이 중요한 그래픽 집약적 작업에 특히 유용하다.

### 메모리
M3의 통합 메모리 아키텍처는 최대 24GB RAM, M3 Pro는 최대 36GB, M3 Max는 최대 128GB를 제공한다. M2 세대와 마찬가지로 M3 SoC는 6,400MT/s LPDDR5 SDRAM을 사용한다. 이전 M 시리즈 SoC와 마찬가지로 이는 RAM과 비디오 RAM 역할을 모두 수행한다.
M3 Pro 및 14코어 M3 Max는 각각 M1/M2 Pro 및 M1/M2 Max보다 메모리 대역폭이 낮다. M3 Pro에는 192비트 메모리 버스가 있고 M1 및 M2 Pro에는 256비트 버스가 있어 이전 제품의 대역폭은 200GB/초에 비해 150GB/초에 불과하다. 14코어 M3 Max는 모든 M1 및 M2 Max 모델의 400GB/초에 비해 300GB/초를 제공하며, 16코어 M3 Max는 이전 M1 및 M2 Max 모델과 동일한 400GB/초를 제공한다. .

### 기타 기능

#### 동영상
M3 시리즈는 하드웨어 AV1 디코딩을 지원한다.

#### AI
애플은 특히 뉴럴 엔진과 M3 Max의 증가된 최대 메모리(128GB)를 통해 AI 개발 및 워크로드를 목표로 하여 많은 수의 파라미터를 가진 AI 모델을 허용했다.

## 애플 M3 시리즈를 사용하는 제품

### M3
- MacBook Pro (14-inch, 2023)
- iMac (24-inch, M3, 2023)

### M3 프로
- MacBook Pro (14-inch and 16-inch, 2023)

### M3 맥스
- MacBook Pro (14-inch and 16-inch, 2023)

## 종류
아래 표는 다양한 SoC를 보여준다.
| 종류   | CPU 코어 (P+E)* | GPU 코어 | GPU EU | 그래픽스 ALU | 뉴럴 엔진 코어 | 메모리 (GB)    | 메모리 대역폭 (GB/s) | 트랜지스터 수 |
| ------ | --------------- | -------- | ------ | ------------ | -------------- | -------------- | -------------------- | ------------- |
| M3     | 8 (4+4)         | 8        | 128    | 1024         | 16             | 8, 16, or 24   | 102.4                | 25 billion    |
| M3     | 8 (4+4)         | 10       | 160    | 1280         | 16             | 8, 16, or 24   | 102.4                | 25 billion    |
| M3 Pro | 11 (5+6)        | 14       | 224    | 2048         | 16             | 18 or 36       | 153.6                | 37 billion    |
| M3 Pro | 12 (6+6)        | 18       | 288    | 2304         | 16             | 18 or 36       | 153.6                | 37 billion    |
| M3 Max | 14 (10+4)       | 30       | 480    | 3840         | 16             | 36 or 96       | 307.2                | 92 billion    |
| M3 Max | 16 (12+4)       | 40       | 640    | 5120         | 16             | 48, 64, or 128 | 409.6                | 92 billion    |

* (성능 + 전력 효율성)

## 같이 보기
- 애플 실리콘